# Monster Magnet
Monster Magnet es un grupo estadounidense de stoner rock originario de Red Bank, Nueva Jersey. Su formación original la componían Dave Wyndorf (voces y guitarra), John McBain (guitarra), Tom Diello (batería), y Tim Cronin (voces y bajo). El primigenio grupo usó los nombres de "Dog of Mystery" y "Airport 75" antes de quedarse definitivamente con "Monster Magnet", que se escogió como referencia a un juguete de los 60 del mismo nombre, que a Wyndorf le gustaba cuando era niño.

## Historia

### Primera etapa: los inicios
En 1989, Monster Magnet graba dos demos: Forget About Life, I'm High on Dope y I'm Stoned, What Ya Gonna Do About It?. El primer lanzamiento "oficial" del grupo fue un EP del mismo nombre de la casa alemana Glitterhouse Records. In 1991 el grupo firma con Caroline Records y graba su primer LP, considerado como un clásico de culto, Spine of God. El siguiente lanzamiento es un extraño EP de cuatro canciones titulado Tab que incluyó, junto a otras dos larguísimas canciones, un tema de 32 minutos llamado "Tab...". McBain fue expulsado del grupo tras el EP, por conflictos personales con Dave Wyndorf. Lo sustituyó el guitarrista de Atomic Bitchwax, Ed Mundell, quien consolidaría su puesto en el grupo hasta hoy en día.

### Segunda etapa: apogeo
El año 1993 vio el lanzamiento del álbum Superjudge. Aunque el disco se publicó a través de una "major" (A&M Records), no vendió demasiado, aunque pavimentó el camino, al causar gran sensación en los círculos más iniciados y revistas especializadas. Dopes to Infinity, su sucesor, alcanzó el éxito mundial, y cosechó gran éxito de crítica, ampliando su círculo de seguidores; a ello ayudó el hit single  "Negasonic Teenage Warhead", ayudado por un Videoclip que fue repetidamente programado en MTV y que mostraba a Dave Wyndorf y el resto del grupo conduciendo un coche clásico estadounidense por el espacio exterior. Dopes to Infinity, seguido de Superjudge, son sus álbumes más apreciados por muchos de sus fanes.

### Tercera etapa: éxito comercial
Después del álbum y su correspondiente gira, Wyndorf se mudó a Las Vegas, Nevada , para trabajar en su siguiente obra, Powertrip (1998). El disco intentó empaparse del ambiente frívolo y decadente de Las Vegas, un tema que obsesionaba a Wyndorf; el disco superó el éxito de Dopes To infinity. Powertrip vio al grupo dejar su clásico sonido lo-fi con sabor a Stoner Rock y entrar en una era dominada por un sonido Hard Rock más arquetípico. El guitarrista Phil Cavaino se unió al grupo en 1998. "Space Lord", el primer sencillo, fue un gran éxito de radio, y el grupo giró con bandas como Aerosmith, Metallica o unos recién encumbrados Marilyn Manson. Su último álbum con A&M Records fue God Says No (2000). Después de él, Joe Calandra y Jon Kleiman dejaron el grupo por conflictos internos con Wyndorf, y fueron reemplazados por Jim Baglino y Bob Pantella respectivamente. En 2003, Monster Magnet firma con el sello Europeo SPV, y a principios del 2004 editan Monolithic Baby! en toda Europa.Le sigue el lanzamiento estadounidense en SPV América. En marzo de 2005 Phil Cavaino deja amistosamente el grupo tras 7 años. Se esperaba su nuevo disco para marzo de 2006, coincidiendo con su gira europea, pero de alguna manera el lanzamiento no se produjo.
Enl 27 de febrero de 2006 Dave Wyndorf sufrió una sobredosis; su mánager hizo pública la  siguiente nota:. 

"La batalla con los demonios personales de uno es la pelea más personal que cualquiera de nosotros puede llevar.
La pelea es a veces una jornada confusa y solitaria. En la mañana del 27 de febrero Dave Wyndorf sufrió un retroceso en su propia lucha y fue hospitalizado por sobredosis. Se espera su completa recuperación. Animamos a todos aquellos con los que se ha encontrado a lo largo de los años o que simplemente les afectó su música, a tomarse un momento y tener un buen pensamiento, sobre o para el. Con la gracia de Dios y de aquellos que lo aman, confiamos en que Dave se recupere de su retroceso y continúe tocando y componiendo gran Rock and roll"

El 4 de abril de 2007, Monster Magnet volvieron al estudio a grabar su nuevo álbum, 4 Way Diablo, que se esperaba para finales del 2007 o principios de 2008, y que finalmente fue publicado el 6 de noviembre de 2007. A finales del mes de octubre de 2010 sale a la venta su nuevo disco Mastermind, un trabajo diferente y menos directo que los anteriores.

### Influencias y contexto
Monster Magnet es un grupo donde se encuentran el hard rock, el rock progresivo, el heavy metal, el punk y el rock psicodélico; su música se compone de influencias eclécticas, entre ellas, dos de los grandes pilares que influyeron a los grupos de rock de los 90 (Black Sabbath y los Stooges) si bien la agresividad y los riffs pesados se combinan con influencias psicodélicas, y otro de los grupos de referencia de Wyndorf es la banda de  space rock Hawkwind. Monster Magnet se inclinan hacia la psicodelia de finales de los 60 y principios de los 70, el lado más ácido y decadente de la cultura estadounidense, y ambientes similares a los descritos por Hunter S. Thompson en su libro Miedo y asco en Las Vegas. Otras influencias serían Alice Cooper, MC5, o los grupos de Garage Rock Music Machine, the Electric Prunes, o Third Bardo, grupos de los cuales han realizado diversas versiones que han ido apareciendo en caras b o recopilaciones, por ejemplo la versión de Hawkwind "Brainstorm" (de su álbum Doremi Fasol Latido, 1972). La influencia de lo que se dio en llamar Space Rock, es muy notoria en su música; incluso Wyndorf ha declarado su pasión por música electrónica más ácida y por grupos como Ozric Tentacles.
Otra fuerte influencia en el mundo de Monster Magnet es la cultura de serie B estadounidense; Cómics, Ciencia ficción, películas de terror, Blaxploitation, y películas de serie B como las de Roger Corman o Russ Meyer. La cultura de las drogas o del satanismo aparece también representada en sus obras; por ejemplo, uno de los primeros eslóganes del grupo fue la frase "It's a Satanic drug thing.... You wouldn't understand," ("es una cosa de Satanismo y drogas, no lo entenderías") y su mascota, el dios toro, es una figura demoníaca que aparece a menudo en sus álbumes.
Monster Magnet se popularizan a mediados de los noventa; su gran despegue comercial coincide con el álbum "Dopes to Infinity" en 1995, al que ya había precedido con una cierta repercusión, el anterior, "Superjudge", en 1993. Este período coincide con la aparición de una serie de grupos con similares influencias; Black Sabbath, la Serie B, los Stooges, la cultura decadente norteamericana, influencias que destilan de una manera enormemente personal y creativa; White Zombie, Danzig e inclusive los primeros Marilyn Manson, formaron parte de esa nueva escena estadounidense posterior al grunge, compuesta de grupos difícilmente clasificables, y que no conformaban un estilo ni un movimiento musical, pero que compartían las mismas influencias y referencias culturales, y una visión muy personal de la música, además de manifestar en ocasiones su admiración mutua. 
Asimismo, la relación de Monster Magnet con el Stoner Rock fue intensa; Wyndorf manifestó en numerosas ocasiones su admiración por Kyuss, dado el paralelismo de influencias, ya que el Stoner Rock se nutre de las influencias de Black Sabbath y de la Psicodelía; incluso a menudo se clasifica a la banda de Wyndorf dentro del Stoner Rock, aunque en realidad no formasen parte realmente de esa escena, son anteriores a ella, y los distinguen otros matices.

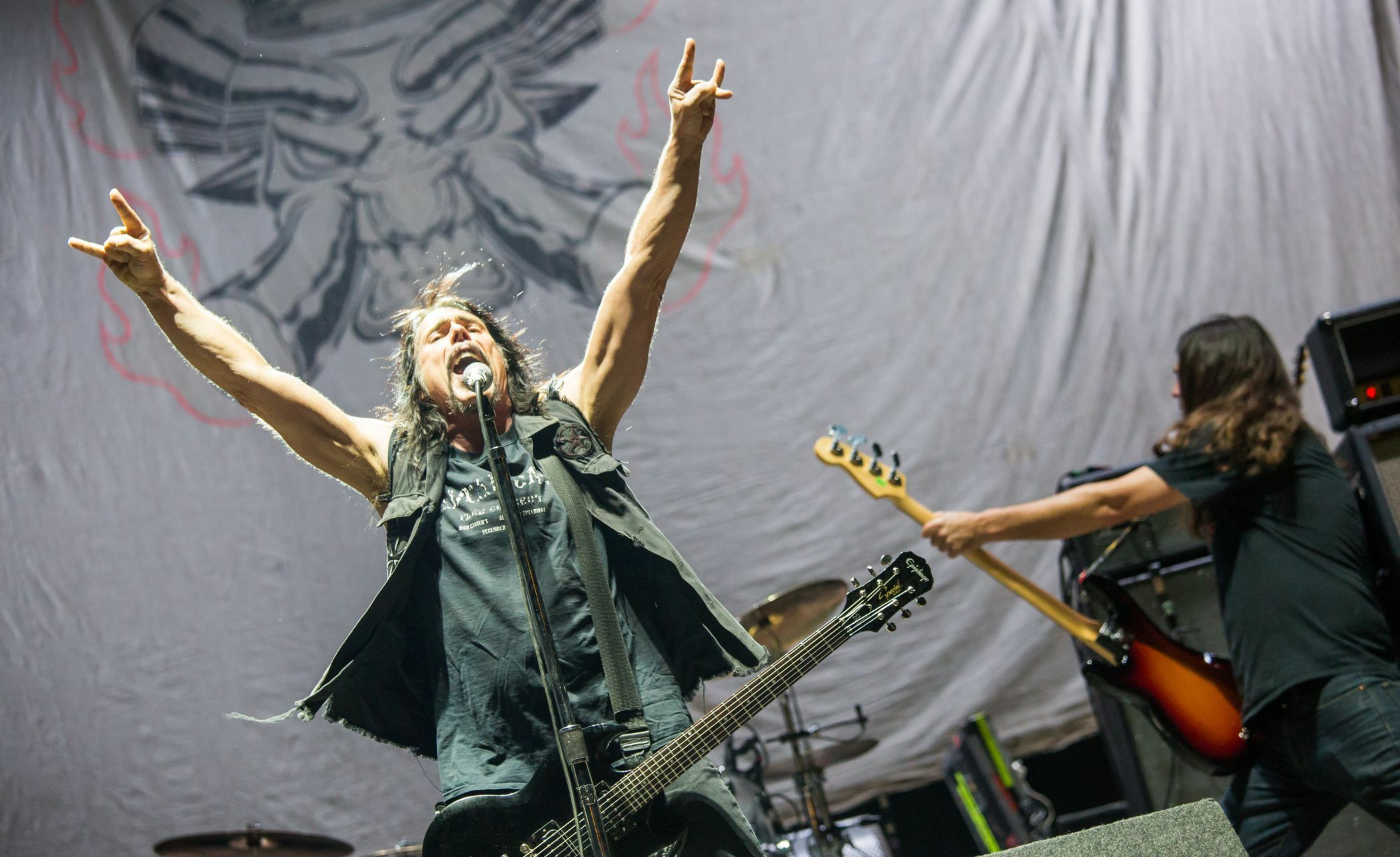
Dave Wyndorf, de Monster Magnet, en un concierto en Madrid en 2017

## Integrantes
- Dave Wyndorf - vocal/guitarra
- Garrett Sweeny - guitarra
- Phil Caivano - guitarra
- Jim Baglino - bajo
- Bob Pantella - batería

### Exintegrantes
- Ed Mundell - guitarra
- John McBain - guitarra
- Phil Caivano - guitarra
- Joe Calandra - bajo
- Tim Cronin - bajo
- Tom Diello - batería
- Jon Kleiman - batería
- Michael Wildwood

## Discografía

### EP
| Año  | Título            | Notas                                     |  |
| 1991 | Spine of God      | Primer álbum; debut con Caroline Records. |  |
| 1993 | Superjudge        | Primer lanzamiento con A&M Records.       |  |
| 1995 | Dopes to Infinity |                                           |  |
| 1998 | Powertrip         |                                           |  |
| 2000 | God Says No       | Último lanzamiento con A&M Records.       |  |
| 2004 | Monolithic Baby!  | Primer lanzamiento por SPV Records.       |  |
| 2007 | 4-Way Diablo      | Noviembre de 2007                         |  |
| 2010 | Mastermind        | Octubre de 2010                           |  |
| 2013 | Last Patrol       | Octubre de 2013                           |  |
| 2014 | Milking the Stars | Noviembre de 2014                         |  |
| 2015 | Cobras and Fire   | Octubre de 2015                           |  |

| Año  | Título         | Notas                                       |
| 1990 | Monster Magnet | Único lanzamiento con Glitterhouse Records. |
| 1991 | Tab            | Último lanzamiento con Caroline Records.    |

### Compilaciones
| Año  | Título        | Notas                               |
| 2003 | Greatest Hits | Álbum recopilatorio de A&M Records. |